# 安东·费迪南德
安東·費迪南（英語：Anton Ferdinand，1985年2月18日—）是一名英格蘭職業足球員，出身於韋斯咸青訓系統，司職後衛，2008年季初加盟新特蘭，其後於2011年夏季轉投新升英超的昆士柏流浪，於在土耳其渡過一個半球季後，在2014年重返英格蘭加盟英冠球會雷丁。
其兄為現時已退役的里奧·費迪南。

## 生平

### 球會

#### 韋斯咸
安东·费迪南德與其兄里奥·费迪南德都是於韋斯咸接受足球訓練，其後，里奧費迪南加盟列斯聯，再於2002年至2003年的球季成為曼聯的一份子。
而弟弟安東費迪南則依然效力韋斯咸，他於2003年8月球會對普雷斯頓時首次於一線隊上陣，在該季中共些陣26場球賽。次季，安東費迪南在對屈福特時得到他在球會中的第一個進球，在效力球會的第3季中，安東費迪南得到球會的認同，與安東費迪南續約至2010年的6月。

#### 新特蘭
安東·費迪南在2008年8月27日轉投新特蘭，簽約4年。

#### 昆士柏流浪
- 2011年8月31日與新特蘭尚餘一年合約的安東·費迪南轉投昆士柏流浪，簽約三年。[3]

#### 布尔萨体育（租借）
- 2013年1月29日，安東·費迪南被借用到土超前列球會布尔萨体育至2012/13球季結朿。[4]
- 2013年8月9日，昆士柏流浪與安東·費迪南雙方達成協議提早解約。[5]

#### 安塔利亞
- 2013年8月13日，剛回復自由身的安東·費迪南加盟土超球會。安塔利亞足球會（英语：Antalyaspor），合約為期三年[6]

#### 雷丁
- 2014年8月11日，安東·費迪南轉投英冠球會雷丁，合約為期兩年。[7]

### 國家隊
在國家隊中，安東費迪南在2004年8月17日首次為英格蘭21歲以下足球代表隊上陣，當時的對手是烏克蘭21歲以下國家足球隊。現時，安東費迪南的目標是能與其兄里奧費迪南能在將來共同地在英格蘭國家隊中上陣。